# Abadia de Montecassino

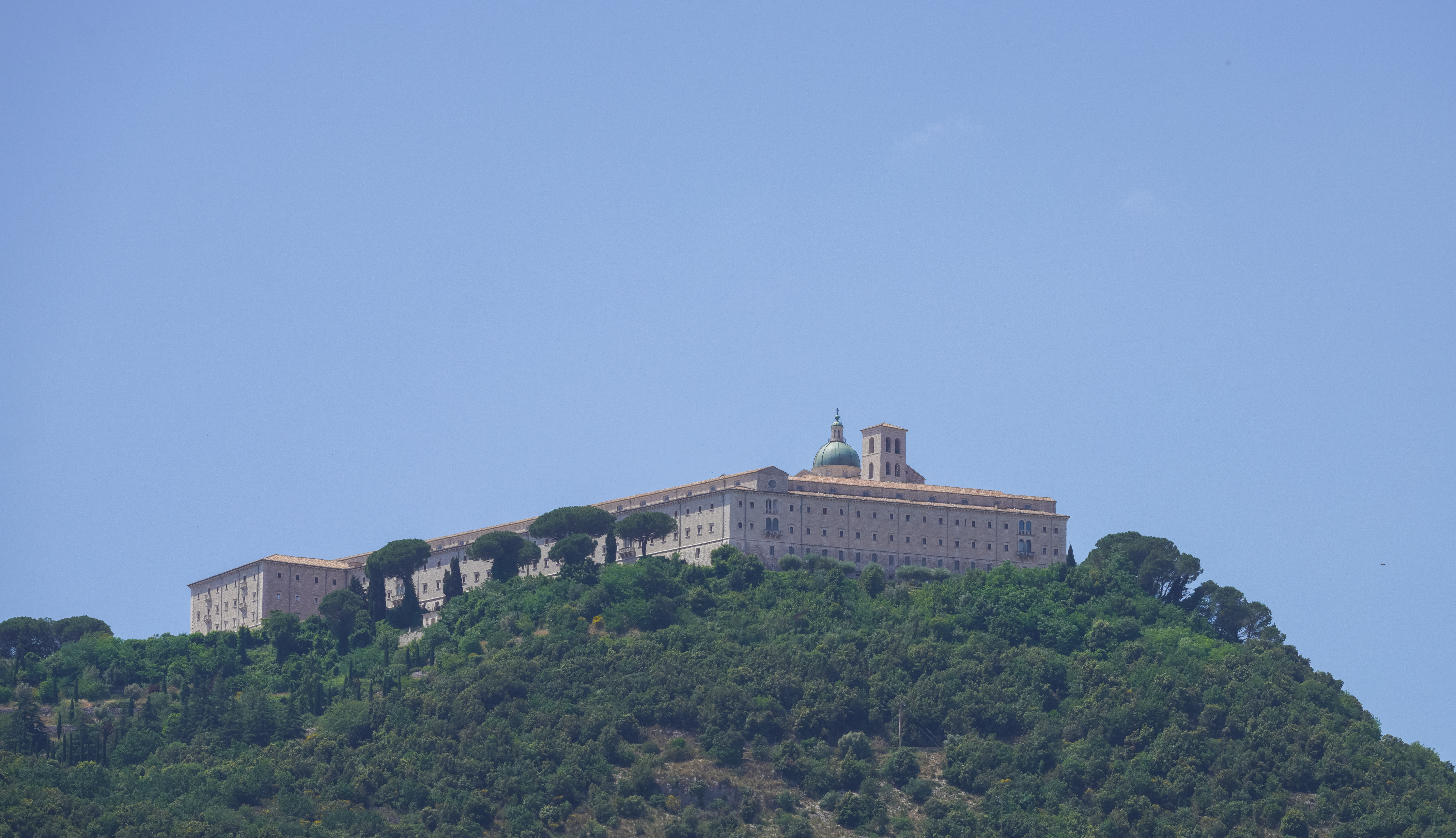
L'abadia de Montecassino, dalt del puig homònim

L'abadia de Montecassino és un monestir italià situat al sud del Laci dalt del turó homònim, a la Vall Llatina, al costat de la ciutat de Cassino. Fou fundat per sant Benet de Núrsia el 529 i és el lloc on redactà el codi de normes que havien de regir els monjos de l'orde benedictí i que es coneix com la Regla de sant Benet. Fou restaurat, després de la seva destrucció al segle vii, per l'abat Petronax de Brescia, al primer quart del segle viii. Durant l'edat mitjana, sota el govern de l'abat Desideri (1058-87) —més tard papa amb el nom de Víctor III—, va ser un important centre artístic i cultural, i un dels interessos culturals de l'abadia se centrà en la medicina, com a part del saber sobre la naturalesa, però també en la historiografia, el dret o la poesia. Ensorrat per un terratrèmol el 1349, aviat se'n va iniciar la reconstrucció, que s'allargà en els segles posteriors.
Durant la Segona Guerra Mundial va ser l'escenari de forts enfrontaments, arran dels quals restà quasi totalment destruït. Posteriorment, a partir de 1945, va ser restaurat i Pau VI en consagrà la basílica el 1964. La seva important biblioteca conserva molts incunables, més de 2 000 còdexs i prop de 40.000 pergamins. A Anselm Maria Albareda i Ramoneda, cardenal català, es deu el fet que no fos destruït el monumental fons bibliogràfic de l'abadia de Montecassino.